# Independencia de Yucatán

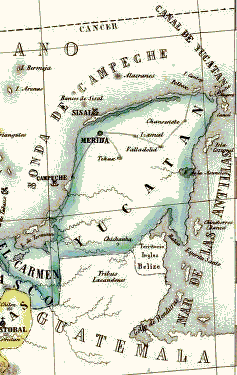
El estado de Yucatán en sus orígenes, conformado por los actuales estados de Yucatán, Campeche y Quintana Roo.

Se llama independencia de Yucatán al proceso de emancipación que ocurre en dos momentos históricos diferentes de esa región de la república de México: el primero está referido al movimiento de independencia de la que fue denominada Capitanía General de Yucatán con respecto del Imperio español que se produce simultáneamente al proceso de la Independencia de México, a lo largo de la segunda década del siglo XIX y que culmina en 1821, gracias al cual Yucatán se adhiere por voluntad de sus ciudadanos a la nación mexicana en 1823. El segundo, a la independencia que decreta la república federal de Yucatán —tal como se había adherido al pacto federal— con relación a la nación mexicana en 1841, primero, y después en 1846, a fin de recuperar su soberanía separándose de México. Yucatán volvió a incorporarse en forma definitiva a México, como un estado más de la federación, el año de 1848.

## Yucatán se emancipa de la Corona Española

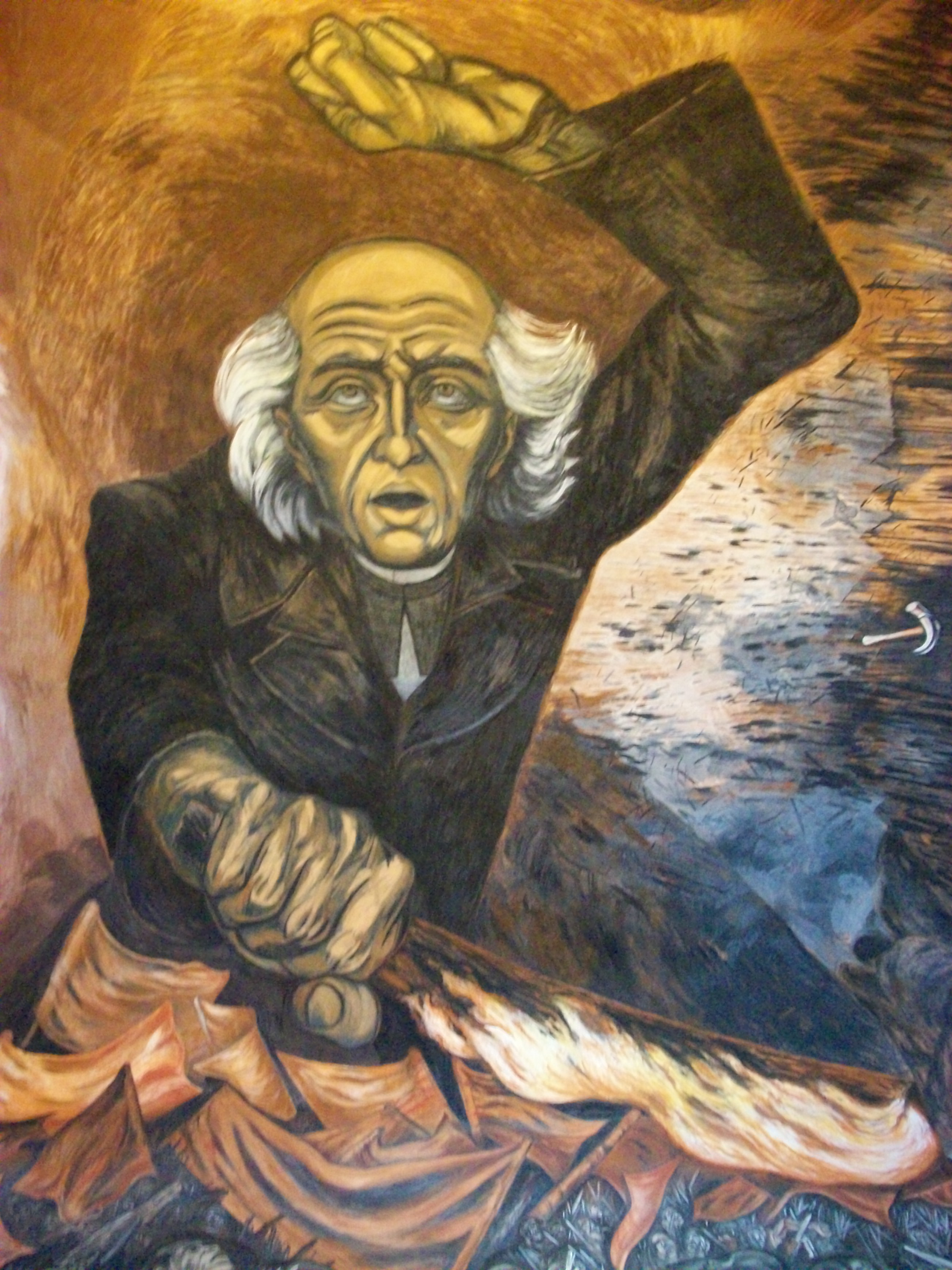
Pintura mural de José Clemente Orozco representando al Cura Hidalgo.

La emancipación política que el Virreinato de la Nueva España alcanzó con relación a su metrópoli fue la consecuencia de un proceso político, social y bélico que se siguió a fin de lograr la soberanía de la nación mexicana. Tal proceso se manifestó en un conflicto armado que comenzó con el Grito de Dolores el 15 de septiembre de 1810 y concluyó el 27 de septiembre de 1821 con la entrada del Ejército Trigarante a la Ciudad de México, después de la firma del Tratado de Córdoba. La guerra de independencia propiamente dicha entre los ejércitos favorables a la causa española y los insurgentes duró poco más de once años. 
El movimiento independentista mexicano tiene como marco la Ilustración y las revoluciones liberales de la última parte del siglo XVIII. Por esa época la élite ilustrada comenzaba a reflexionar acerca de las relaciones de España con sus antiguos virreinatos. Los cambios en la estructura social y política derivada de las reformas borbónicas, a los que se sumó una profunda crisis económica en Nueva España, también generaron un malestar entre algunos segmentos de la población. 

### Lo que fue la Independencia de Yucatán
La Capitanía General de Yucatán fue una gobernación y zona administrativa perteneciente al Imperio español, creada en 1565, que estaba bajo la dependencia directa del rey para asuntos militares y de gobierno. Sin embargo, al no contar con Audiencia real, debía acudir a la de México en el Virreinato de Nueva España a fin de solventar los asuntos jurídicos. También el Virrey de la Nueva España, podía nombrar gobernadores interinos en la provincia de Yucatán, mientras que el rey nombraba el definitivo. La "Provincia y Capitanía General de Yucatán" abarcaba los actuales territorios mexicanos de Campeche, Quintana Roo y  Yucatán, a la vez que nominalmente le correspondían territorios de Tabasco, del norte del Petén y el actual Belice. En 1786, la Corona española implementó el régimen de intendencias y entonces la Capitanía General de Yucatán cambia de nombre en 1787, a Intendencia-Gobernación de Yucatán, conservando sus mismas leyes, vínculos y extensión territorial.
La Capitanía General fue creada a partir de las conquistas capitaneadas por el Adelantado Francisco de Montejo, que junto con su hijo y su sobrino, homónimos, llegaron a dominar a los grupos mayas que habitaban la Península de Yucatán a la llegada de los españoles, en la primera parte del siglo XVI. Estos grupos mayas que presentaron aguerrida defensa de su territorio, eran los descendientes de los que integraron la coalición de estados que había sido formada y disuelta tiempo antes de la llegada de los europeos y que se había denominado Liga de Mayapán. 
La conquista de los mayas fue la más tardía de las que finalmente integraron el Virreinato de la Nueva España, toda vez que los últimos reductos de esta etnia no fueron dominados íntegramente sino hasta el año de 1697 —es decir más de siglo y medio después de la conquista de México—, con la conquista de Tayasal.

### Los Sanjuanistas

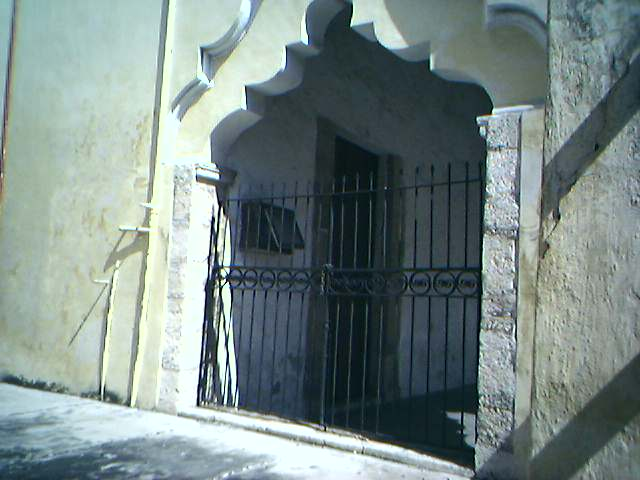
Terraza donde se reunían los sanjuanistas en la iglesia de San Juan.

Los Sanjuanistas fueron un grupo de criollos yucatecos que se reunían en la iglesia de San Juan, de la ciudad de Mérida de Yucatán, en los primeros años del siglo XIX, para discutir entre otras, las ideas independentistas, y que tenían intereses económicos y sociales distintos a los de la Corona española de aquel entonces. Aspiraban a una mayor participación política, haciéndose eco de las ideas de la Ilustración francesa del siglo XVIII. Su fundador fue el sacerdote católico Vicente María Velásquez.
Este grupo de personas que en su mayoría eran criollos yucatecos, no creyeron que la mejor opción para luchar por sus intereses fuera la conformación de ejércitos que lucharan y ganaran una guerra de Independencia. A pesar de eso, no fueron indiferentes ante las crisis del poder de la Corona y sus funcionarios. En Yucatán, la lucha fue de una intensa acción política y no exenta de peligros, por la persecución política que suscitó su pensamiento y su conducta.
Se oponían a las ideas de los Sanjuanistas el grupo denominado de los "Rutineros" que estaba conformado por  funcionarios de la Corona, clero, y aristocracia, defensores del statu quo y que eran quienes pugnaban, de manera  abierta o encubierta, por acallar y perseguir a los Sanjuanistas. 
En 1810 los Sanjuanistas comenzaron a reunirse semanalmente en la sacristía de la iglesia de San Juan para discutir las formas prácticas de auxiliar a la educación de los mayas. Unos meses después se unieron los ilustrados Lorenzo de Zavala, Luis Alonso Peón, Pedro Almeida y José Matías Quintana, siendo este último padre de Andrés Quintana Roo. Fue así como se formó la sociedad de los sanjuanistas.
En adición a los propósitos educadores que perseguían, también buscaban que se garantizaran los derechos fundamentales del hombre postulados por la Ilustración y el liberalismo, así como la libertad de imprenta, el sufragio para la elección de funcionarios públicos y el respeto a la libertad municipal.
Al agudizarse la crisis de España tras la invasión francesa en 1808 y la convocatoria para un congreso constituyente en Cádiz, en las reuniones de los Sanjuanistas se discutía sobre la inminente quiebra de la estructura del imperio español. Miguel González Lásteri llegó a Mérida con la Constitución de Cádiz a fines de julio de 1812, pero el gobernador Manuel Artazo y Torredemar se negó a proclamarla, alegando que no tenía una orden para hacerlo. Esto agitó los ánimos de los Sanjuanistas que continuaban reuniéndose. El 25 de septiembre de 1812 el obispo de Yucatán prohibió las reuniones en la iglesia de San Juan, argumentando que los participantes se dedicaban a “soltar proposiciones impías y temerarias” y podían organizar atentados contra las autoridades. Al cura Vicente María Velásquez se le prohibió celebrar la misa.
De acuerdo a lo establecido en la nueva constitución gaditana, se convocó a elecciones para elegir a los Diputados de la provincia y el Ayuntamiento. Los Rutineros ganaron la Diputación Provincial y los Sanjuanistas el Ayuntamiento. El primer alcalde bajo el constitucionalismo colonial fue Francisco Calero. Los sanjuanistas ejercieron el derecho de la libertad de expresión publicando periódicos como “El Misceláneo y El Aristarco Universal”.
Pero a la derrota de Napoleón, el rey de España regresó al trono y desconoció la constitución de Cádiz. Esto provocó nuevas contradicciones entre Sanjuanistas y Rutineros.
Los Sanjuanistas continuaron con su activismo y tras haber lanzado una proclama ciudadana en 1819 para rechazar la tiranía, el gobernador Miguel Castro prohibió las reuniones públicas en la plaza de San Juan. El mismo día los Sanjuanistas fueron detenidos y enviados a la prisión de Veracruz San Juan de Ulúa, donde permanecieron presos por tres años hasta 1821.

### La Nueva España y la Intendencia de Yucatán se emancipan de España (1821)
A pesar de la separación política que existió históricamente en la realidad entre una y otra entidad —la Nueva España y la Capitanía General de Yucatán— a lo largo de trescientos años de coloniaje, puede considerarse indubitablemente que el "Grito de Dolores", como acto simbólico de la emancipación mexicana, fue también el primer acto político emancipador de la Capitanía General de Yucatán. Resulta claro del análisis de los hechos históricos, que Yucatán dependía del gobierno de la Nueva España más allá de las vinculaciones o separaciones estrictamente legales que existieron formalmente. Así lo consideró Albino Acereto Cortés, historiador yucateco del siglo XIX, en su libro Evaluación histórica de las relaciones políticas entre México y Yucatán, quien a la letra dice:

La provincia de Yucatán, uniéndose espontáneamente a México al nacer a la vida independiente, no dio un paso extemporáneo de manera alguna, ni sacrificó su conquista en aras de una nueva nacionalidad; comprendiendo que su independencia sería inestable y precaria, no la había intentado, y hasta que la vio viable, merced al triunfo de la causa nacional mexicana, se apresuró a proclamarla, para que, fundida en la de México, no fuera una esperanza ilusoria sino una realidad, capaz por la fuerza que le prestara la unión, de inspirar consideración y respeto en las relaciones internacionales.... Yucatán no hubiera declarado su independencia si México no hubiera hecho la suya...

El propio historiador Acereto afirma, según la enciclopedia Yucatán en el tiempo, que mientras en las demás provincias de la Nueva España bastó la lectura del Plan de Iguala para proclamar la independencia de la metrópoli, en Yucatán el proceso fue un poco más complejo ya que, al menos teóricamente, podía la entidad actuar a su arbitrio para elegir el destino que quisiera.
En Yucatán los hechos que condujeron a la proclamación de la independencia fueron del todo incruentos, más allá de las persecuciones políticas que se practicaron desde el poder público hacia los independentistas La independencia se logró habiéndose alcanzado un equilibrio y consenso entre las fuerzas que pudieron haber entrado en pugna y utilizado las armas para dirimir sus diferencias.
Desde temprano en el siglo XIX se habían dado manifestaciones que favorecían la tendencia emancipadora. Se describió antes la presencia y acción de los Sanjuanistas, la persecución de que fueron víctimas, el antagonismo del grupo de los Rutineros hacia los liberales que querían otros aires. Todo ello ocurrió en términos de una relativa paz, para que en septiembre de 1821, proclamado el Plan de Iguala, el gobernador y capitán general de Yucatán Juan María Echeverri, al hacerse perfecto cargo de la situación en México a partir de diversos avisos que recibió de Tabasco y de Campeche con relación a la proclama independentista, se reuniera de urgencia con la Diputación provincial y el Ayuntamiento de Mérida. En esta reunión todas las partes presentes se pronunciaron a favor de la emancipación. Echeverri advierte al término de tal junta que el renunciaría a su cargo por ser incompatible con la situación emergente, renuncia que no se realiza. Acto seguido, convoca a una asamblea con presencia popular y con la asistencia de todas las autoridades militares, civiles y eclesiásticas, incluyendo a los representantes de los Rutineros, como fuerza opositora en un principio a la noción independentista, pero que ahora se encontraba también fundida en el sentimiento generalizado de la emancipación, asamblea en la que se adopta por aclamación unánime la decisión de proclamar la independencia de Yucatán. Se levantó un acta de los acuerdos de esa magna reunión ocurrida en las Casas Consistoriales de Mérida, el 15 de septiembre de 1821 que propiamente se constituye en el Acta de Independencia de Yucatán, cuyo texto dice en su primeros artículos : 

"Artículo 1°. Que la provincia de Yucatán, unida en afectos y sentimientos a todos los que aspiran a la felicidad del suelo americano; conociendo que su independencia política la reclama la justicia, la requiere la necesidad y la abona el deseo de todos sus habitantes, la proclama, bajo el supuesto de que el sistema de independencia no está en contradicción con la libertad civil, esperando hacerlo con solemnidad luego de que los encargados de establecer definitiva o interinamente sus bases, pronuncien su acuerdo y el modo y tiempo de llevarle a puntual y debida ejecución. Artículo 2°. Que para afianzar más eficazmente los derechos sagrados de la libertad, propiedad y seguridad legítima, elementos que constituyen el orden público y la felicidad social, acordaron que sin la menor alteración se observen las leyes existentes, según el orden constitucional, y se respeten las autoridades en todos los ramos del gobierno actualmente establecido. Artículo 3°. Que reconoce por hermanos y amigos a todos los americanos y españoles europeos que bunden en sus mismos sentimientos y que sin turbar el reposo civil de que goza toda la provincia, que como objeto preferente se desea conservar quieran comunicar pacíficamente con sus habitantes en razón de todos los negocios y transacciones de a vida civil". (Siguen otros tres artículos y antes de proceder a las rúbricas de todas las fuerzas vivas con sus diversas representaciones, aceptar del Capitán General y Gobernador Echéverri su renuncia a los cargos que ostentaba, no sin antes pedirle que los continuara ejerciendo mientras se nombraba un nuevo gobernante).

Como resultado de esa proclama de independencia, son nombrados también dos comisionados que fueron Juan Rivas Vértiz y Francisco Antonio Tarrazo para pasar a la Ciudad de México, a poner el acuerdo de la independencia yucateca en conocimiento de Agustín de Iturbide y de Juan O'Donojú signatarios de los Tratados de Córdoba.

## Yucatán se independiza de la República Mexicana
En los primeros años de la mexicanidad, propiamente de 1823 hasta 1840, las relaciones que se dieron entre las autoridades y familias económicamente poderosas, como las de los hacendados y de los principales comerciantes del estado de Yucatán y el Gobierno Nacional que, obviamente, tenía como sede la Ciudad de México naciente fueron conflictivas y se condujeron de tensión en tensión, dado que los yucatecos, debido a su relativo aislamiento geográfico (para poder llegar a la Península de Yucatán solo podía hacerse por barco), lo cual les había llegado a desarrollar un criterio de "independencia" política y económica, esto por un lado, en tanto que por otro las relaciones con cada gobierno nacional en turno casi se reducía a la aportación de impuestos sin recibir ningún beneficio por ello, mientras que por otro los oficiales del ejército nacional que se destinaban a Yucatán llegaban a cometer excesos de autoridad, lo cual disgustaba a los yucatecos en general, y de nada valían las protestas en contra de dichos abusos. Y dentro de todo este contexto se tiene que sus relaciones comerciales se realizaban en su mayor parte con Cuba y con los Estados Unidos, lo que incluía buena parte del abastecimiento de comida y bienes de consumo, así que podría decirse que la afinidad con el resto de los habitantes de México era bastante limitada.
Por otro lado, en el aspecto político sobre la forma de gobierno, había ido reflejándose en la diferente o contrastante interpretación que ambas partes tenían de los sistemas federalista y centralista. La visión de los yucatecos es que se habían incorporado a la nación mexicana como una república federada, con claros derechos de autonomía y autodeterminación. 
Estas visiones diferentes no llegaron a coincidir a lo largo del período de 1823 a 1840, sobre todo por los enfoques administrativos de los gobiernos nacionales que se fueron implementando. 

Eligio Ancona, este político e historiador yucateco expresó sobre esta cuestión en su obra: Historia de Yucatán: que los yucatecos habían decidido unirse a México al consumarse la independencia "... por un acto espontáneo de su voluntad, con la condición de que la República adoptase para su régimen interior el sistema federal..." Pero que este acuerdo al no respetarse había quedado "... roto [...] desde 1836, [y que por lo tanto] era inconcuso [de tal suerte] que la península tenía derecho de separarse de una nación que la quería gobernar como un cacicazgo..." 

Así que "La revolución de 1840 —proseguía Ancona en su argumentación— se propuso romper esa cadena, y sólo la prudencia de los hombres políticos de la península impidió que se rompiera el lazo de unión; pero las actuaciones del presidente Anastasio Bustamante, que calificaron a los yucatecos como rebeldes ante el Supremo Gobierno y generar una imagen negativa de ese movimiento como algo ilegitimo ante las potencias extranjeras, dejaron indefensos a los habitantes de la península. 

Así que las autoridades de Yucatán, luego de realizar reuniones con los principales hacendados y comerciantes convinieron en que si Yucatán hacía su independencia absoluta respecto al gobierno nacional centralista, y se lograba que fuese que Yucatán fuese reconocido como un nuevo país por las naciones extranjeras, desde aquel momento comenzaría la península a gozar de todas las garantías que el derecho de gentes [el derecho internacional] que respaldaba a todos los Estados soberanos del Mundo, cualquiera que fuese su riqueza, la extensión de su territorio y el número de sus habitantes, ello era legal y primordial para los yucatecos, con lo cual se habrían de sacudir la tiranía del gobierno nacional. 

### Declaración de independencia (1841)
El ejército federalista de Yucatán comandado por el capitán Santiago Imán tomó la ciudad de Valladolid, y el 12 de febrero de 1840 emitieron un acta, donde se establecía que el federalismo debía ser restaurado como forma de gobierno para combatir la pobreza en el territorio. El acta exigía el restablecimiento de la Constitución Mexicana de 1824. Ya antes, el 12 de diciembre de 1839, las fuerzas federalistas habían conducido episodios bélicos en Tizimín, en los que también participó el militar Sebastián Molas, ahijado de Imán.
Seis días después, en presencia de las tropas de la guarnición de Mérida (capital de Yucatán) al mando de Anastasio Torrens, y una gran cantidad de simpatizantes, se firmó el acta en la que se apoyaba al movimiento triunfante de Valladolid y se proclamaba la independencia del territorio yucateco, hasta que el gobierno centralista mexicano reconociera que el Estado de Yucatán era libre e independiente y se restableciera la Constitución Federal de 1824. El 6 de junio de 1840, la ciudad de Campeche (entonces perteneciente a Yucatán) se rindió a los federalistas tras un sitio militar. El gobierno centralista de México le declaró la guerra a Yucatán.

Bandera histórica de la República de Yucatán

El 16 de marzo de 1841 estando en junta el primer Ayuntamiento Constitucional de Mérida, irrumpió en la sala un grupo de personas encabezadas por Miguel Barbachano y Tarrazo (futuro gobernante de Yucatán). Sin violencia y sin armas solicitan al Cabildo que se haga la petición al Congreso, requiriendo la independencia de Yucatán. Al aceptar el Ayuntamiento se desató la euforia del grupo y se dice que hubo un atronador y unánime aplauso. Dentro de esa euforia algunos miembros del grupo arriaron la bandera mexicana y enarbolaron en su lugar un pabellón que se llamó yucateco. Oficialmente unos días después se removió el lábaro mexicano de barcos y edificios en favor de la Bandera de Yucatán.
El primero de octubre de 1841, la Cámara de Diputados local aprobó el Acta de Independencia de la Península de Yucatán. El primer artículo decía lo siguiente:

"El pueblo de Yucatán, en el pleno uso de su soberanía se erige en república libre e independiente de la nación mexicana".

### Santa Anna, presidente de México

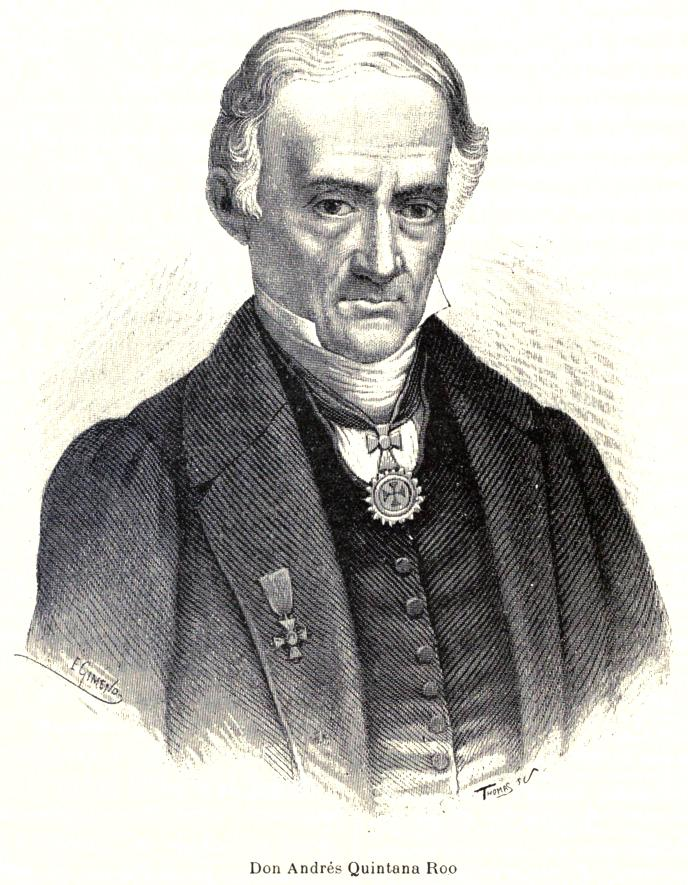
Don Andrés Quintana Roo.

Mientras esto ocurría en Yucatán, en la Ciudad de México el gobierno centralista del presidente Anastasio Bustamante estaba muy debilitado por los constantes levantamientos armados de la época. El general Gabriel Valencia que había vencido a las fuerzas del gobierno en Tampico, el general Mariano Paredes y Arrillaga que se había pronunciado en Jalisco y Antonio López de Santa Anna que se había pronunciado en Veracruz, convergieron en la La Ciudadela de la capital. Firmaron las Bases de Tacubaya en septiembre de 1841, cuyo objetivo era deponer al gobierno de Bustamante y crear un Congreso Constituyente con la finalidad de redactar una Constitución de ideología federalista. Santa Anna ocupó la presidencia de la República en octubre de 1841; sin embargo, la postura centralista del gobierno persistió, pues no aceptó del todo la ideología mucho más federalista de los diputados. Yucatán por su lado, congruente con sus postulados, no apoyó dicho movimiento, ratificando el acuerdo de no obedecer los mandatos mexicanos hasta que hubiera un gobierno estrictamente federal.
Santa Anna, el nuevo presidente, comisionó a Andrés Quintana Roo —oriundo de Yucatán—, para establecer un diálogo con las autoridades yucatecas con el fin de que se reincorporen a México. La labor de Quintana Roo rindió frutos y se firmaron los tratados del 28 y 29 de noviembre de 1841. En ellos se manifestaba que Yucatán conservaría sus leyes y aranceles de aduanas, así como la libre introducción de mercancías yucatecas a los puertos de la República que había sido suspendida, entre otras ventajas para Yucatán.

### Violación de los tratados de Andrés Quintana Roo
Sin embargo, ya en la Ciudad de México, los tratados de Andrés Quintana Roo y Yucatán fueron ignorados. El gobierno exigía que Yucatán se uniera a México y aceptara todas las leyes del Congreso Constituyente establecido por el dictador veracruzano. Se exigía además que Yucatán rompiera toda relación con Texas, pues México aún no reconocía la independencia de los texanos. Se intentaron varias vías diplomáticas, pero todo fracasó.

### Invasión armada a la Península
Al fallar en su intento por someter a Yucatán el general Santa Anna envió fuerzas militares a la península para abatir a los independentistas. En agosto de 1842 se presentó una escuadra militar mexicana en las costas de isla del Carmen (actual Ciudad del Carmen, Campeche) conformada por cuatro buques de guerra comandada por el capitán Tomás Marín, exigiendo la reincorporación de Yucatán a la República Mexicana. A los pocos días tomaron la ciudad sin encontrar resistencia militar.
El ejército santanista fue reforzado por cuatro mil hombres traídos de Veracruz y avanzaron a su siguiente objetivo: Campeche, ciudad que estaba protegida por gruesas murallas, construidas durante la época colonial, para defenderse de los ataques piratas. Tomaron la ciudad de Champotón, y tras varios intentos fallidos para tomar Campeche decidieron ir sobre la capital del estado, Mérida. Desembarcaron en el puerto de Telchac y tomaron una por una las ciudades de Motul, Tixkokob y Tixpéhual. 
Los ejércitos mexicanos llegaron a la hacienda de Pacabtún en las inmediaciones de Mérida, cuando se enteraron por la vía de los hechos que los yucatecos ya tenían preparada la defensa de Mérida y contaban con el refuerzo de once mil indios mayas. El 24 de abril de 1843 el general Peña y Barragán (centralista mexicano), arrinconado y sin línea de retaguardia se rinde y se compromete a retirar sus tropas por mar hacia Tampico.

## Reincorporación temporal del estado yucateco a México
Santa Anna se rehusó a reconocer la Independencia de Yucatán del territorio mexicano y prohibió la entrada de barcos con bandera yucateca a puertos mexicanos, impidiendo también el tránsito de barcos mexicanos a Yucatán. Esto anuló todo el comercio de la península con México. Al romper los lazos comerciales con el centro del país mexicano, la economía yucateca se vio profundamente afectada. Barbachano, negociador, sabiendo que había derrotado a Santa Anna en el ámbito militar, decidió llegar a un arreglo con el gobierno centralista.
Yucatán puso sus condiciones al gobierno central y el conflicto encontró la anuencia de Santa Anna, quien el 5 de diciembre de 1843 firmó los convenios que otorgaban a Yucatán autonomía plena, con la condición de que se reintegrara a México. Se había logrado la reincorporación a México con un carácter excepcional diferente al del resto de los estados; se reanudó el comercio entre los puertos yucatecos y los puertos mexicanos. 
El territorio de Yucatán era una entidad soberana y con la facultad de elegir a sus gobernantes en su propio territorio, situación que no ocurría en el resto de las entidades mexicanas. La tensión que esto generaría hizo que la situación durara poco. El gobierno nacional dispuso en febrero de 1844 que las leyes excepcionales en Yucatán eran improcedentes lo que generó gran desconfianza en la península. El presidente José Joaquín de Herrera organizó otra vez a la nación bajo un régimen centralista y al revisar los convenios con Yucatán argumentó que eran contrarios a las bases orgánicas de su gobierno.
A finales de 1845 el Congreso Mexicano reprobaba los convenios de diciembre de 1843. Los yucatecos supieron que el carácter excepcional de que gozaban era suprimido.

## Segundo período de separación (1846 - 1848)
Este nuevo giro originó que el 1 de enero de 1846, la Asamblea Legislativa de Yucatán, declarara nuevamente la Independencia de Yucatán del territorio mexicano.

"Decreta la Asamblea Legislativa del Estado, que cesa la obligación por parte de Yucatán de reconocer al Supremo Gobierno Nacional;y que en virtud de tal declaración, el Estado reasume de la manera más solemne toda la plenitud de sus derechos, los que ejercerá del modo que considere más conveniente...Firman el decreto los Diputados don Crescencio José Pinelo, don José E. Cámara, don Justo Sierra O'Reilly, don Gerónimo Castillo, don Francisco Barbachano, y don Francisco Martínez de Arredondo y Valleto; y lo promulgó y sancionó como primer Vocal de la Asamblea Legislativa en funciones de Gobernador del Estado, don Miguel Barbachano y Tarrazo, en virtud de haberse negado a ello el Gobernador don José Tiburcio López, quien presentó su dimisión y le fue aceptada".

En ese entonces Yucatán tuvo que afrontar diversos conflictos pues además del que sostenía con México, al interior había también división entre los propios yucatecos: los de Mérida pugnaban contra los de Campeche, y, encima de ello, la llamada Guerra de Castas, que habría de convertirse en prolongada y cruenta guerra civil entre los "blancos" (criollos y mestizos) y los indígenas mayas que se sublevaron, estaba por desatarse. 
En efecto, por lo que ve a las facciones políticas en disputa, por un lado estaban los partidarios de Mérida liderados por Miguel Barbachano y por otro lado los partidarios de Campeche, cuyo líder era Santiago Méndez Ibarra. Y en términos del otro conflicto, el más grave quizá, el de la guerra de castas en ciernes, este se alimentaba del descontento de los grupos mayas sometidos por muchos siglos y sujetos a una inicua expoliación y que además, habían sido utilizados con gran descontento para ellos como carne de cañón en la invasión reciente de los centralistas mexicanos.

### Mérida contra Campeche y la invasión estadounidense

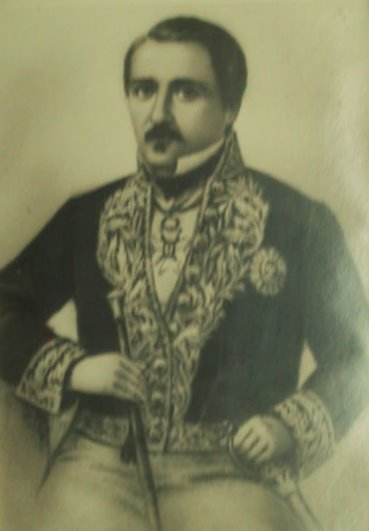
Miguel Barbachano y Tarrazo, gobernador de Yucatán.

El 25 de septiembre de 1846 el gobierno mexicano derogó las leyes del 21 de febrero y reconoció otra vez los tratados de 1843 entre México y Yucatán restableciéndose la Constitución mexicana de 1824 y devolviéndose al país un carácter federalista. En Mérida la noticia fue recibida con satisfacción y estaban dispuestos a reincorporarse a la federación mexicana pero la reacción campechana no se hizo esperar y su cabildo se manifestó en contra de la reincorporación, alegando que México estaba en conflicto con Estados Unidos. La invasión de Estados Unidos a México sería unos meses después en 1847. 
La rivalidad entre los caudillos Méndez (facción campechana) y Barbachano (facción meridana) llegó a tal punto que a comienzos de 1847 Yucatán contaría con un gobierno en Campeche y otro en Mérida. La flota estadounidense tomó Ciudad del Carmen en octubre de 1846 lo que había afectado las exportaciones de Campeche. De ahí que los campechanos optaran por la neutralidad en la guerra con Estados Unidos. Campeche entonces se pronunció contra el gobierno de Mérida el 8 de diciembre de 1846, desatándose el conflicto interno que complicaría las relaciones con México y que impulsaría la sublevación indígena al interior de la península. El 21 de enero de 1847 la capital yucateca se traslada a Campeche y asume el  mando Santiago Méndez Ibarra.

### La Guerra de Castas
Los mayas de Yucatán, cansados de la expoliación de que eran objeto por parte de la población blanca y mestiza, insatisfechos de la situación en que vivían, se levantaron en armas el 30 de julio de 1847. Fue en Tepich donde estalló la rebelión que habría de sostenerse a lo largo de la segunda mitad del siglo XIX, aunque los problemas de fondo que la originaron continuarían siendo motivo de inquietud hasta 1937. Para 1848 este conflicto que se llamó guerra de castas había cundido por toda la península y parecía que los indígenas podrían exterminar a sus enemigos.
Santiago Méndez, gobernador en turno, viéndose sumamente comprometido y temiendo perder todo frente a los sublevados ofreció la soberanía yucateca a cambio de auxilio económico y militar. Pidió ayuda al gobernador de la isla de Cuba, al almirante de Jamaica, a los gobiernos de España e Inglaterra, pero nadie atendió sus pretensiones. El gobierno de Méndez llegó al punto de que una comisión suya en Washington hizo el ofrecimiento formal para que Yucatán fuera anexado a Estados Unidos. Al presidente James Knox Polk le agradó la idea y pasó la Yucatan Bill al Congreso estadounidense, pero fue desechada por este. 

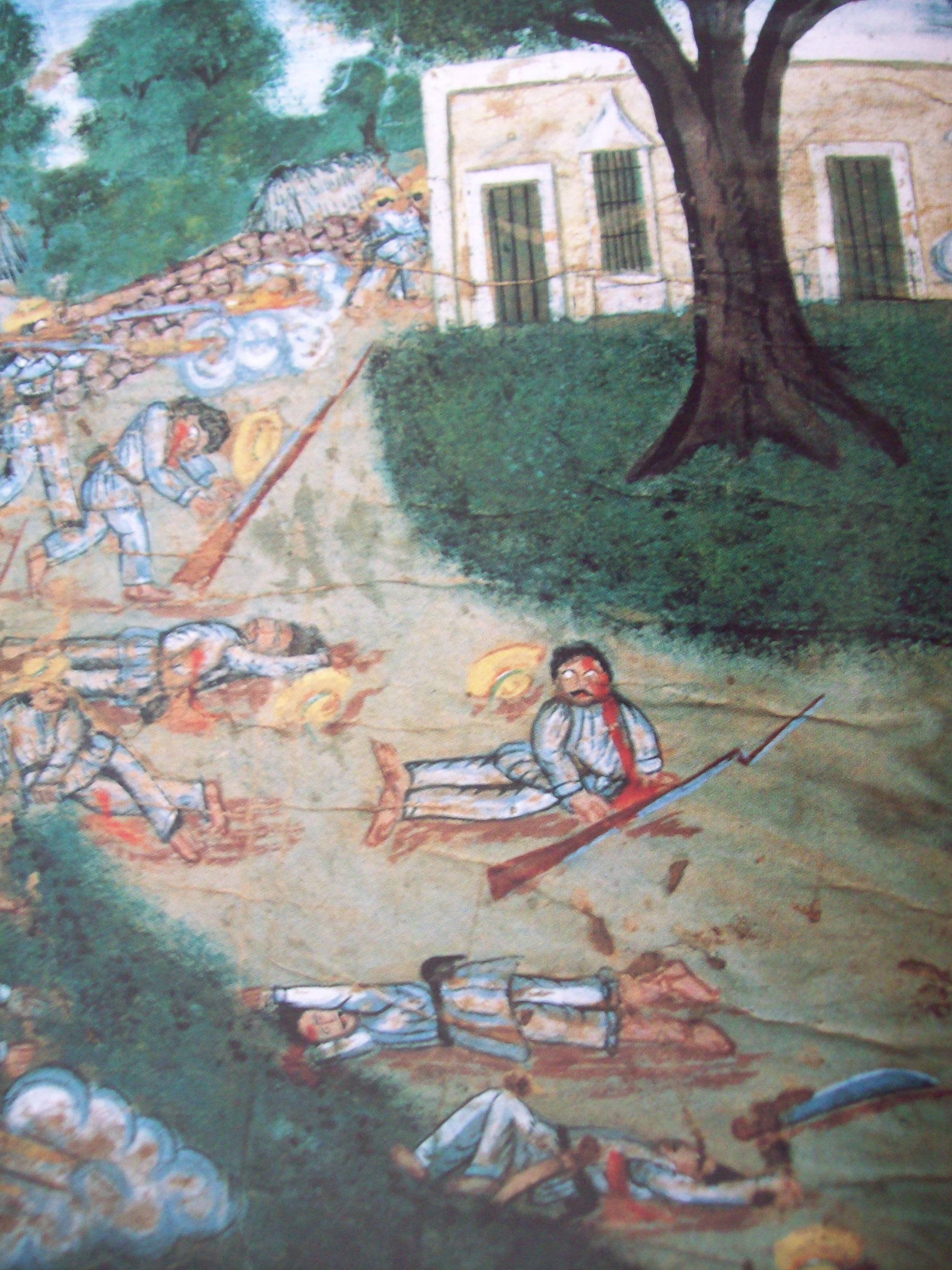
Una escena de la Guerra de Castas. Óleo sobre lienzo, anónimo, pintado hacia 1850.

La sublevación maya llegó a ser tan importante que la población no-indígena de Yucatán corrió el riesgo real de ser aniquilada. Finalmente, el 19 de abril de 1848, cuando sólo le quedaban al gobierno yucateco el control de la ciudad de Mérida, de algunas poblaciones de la costa y el camino real a Campeche, representantes del Miguel Barbachano, quien actuaba de acuerdo con Méndez ante el conflicto bélico con los indígenas, y del cacique Jacinto Pat, firmaron el Convenio de Tzucacab, según el cual se concedía a los mayas algunas de sus peticiones de siempre: quedó abolida la contribución personal, reduciendo a 3 reales el derecho de bautismo y a 10 el de casamiento; se autorizaba a los indios a la roza-tumba y quema de los montes para sus sementeras; a no pagar arrendamiento; se les dispensaban los saldos acreedores de sus deudas y, se les reintegraban los fusiles que se les habían requisado después de la guerra con los centralistas. 
Además, los artículos 5 y 6 del convenio reconocían que Barbachano y Pat serían gobernadores vitalicios, el primero de los españoles y mestizos, y el otro de los indígenas. 
Cecilio Chi, el otro caudillo indígena de la guerra, que ejercía la jefatura de los mayas del Este, y quien pugnaba por el exterminio total de los blancos, por su parte, desconoció el convenio al que consideró una traición para la causa de los sublevados. Esta contradicción entre los dos líderes mayas dio, sin embargo, un nuevo rumbo a la conflagración salvándose la población blanca de la derrota total.
Otros dos hechos contribuirían a la declinación del movimiento indígena en ese momento crucial: la muerte del hijo de Cecilio Chi, que dio un golpe anímico severo al caudillo maya que lo hizo menguar en su combativa actitud y que, por otro lado, en apariencia inexplicablemente, por la época del año en que se hallaban, muchos miembros del ejército maya decidieron abandonar momentáneamente la lucha para acudir a sus lugares de origen a realizar las tareas inaplazables, sobre la base de sus tradiciones, de la siembra de sus parcelas. Esto resto impulso al acoso maya sobre Mérida y se pudo salvar la ciudad que ya se consideraba perdida.

### Reincorporación definitiva de Yucatán a México (1848)
Méndez decidió regresar el gobierno de Yucatán a Miguel Barbachano por la crisis provocada por la Guerra de Castas, y este tomó posesión en abril de 1848. Lo primero que hizo Barbachano como gobernador fue informar al gobierno de México, que residía en la ciudad de Querétaro, de la angustiosa situación de la guerra de castas y solicitar auxilio económico y militar.
El Presidente mexicano, José Joaquín de Herrera, vio con buenos ojos a Barbachano, y el 14 de julio de 1848 le dio a Yucatán 150 000 pesos (de los 3 millones que EE. UU. diera como indemnización a México por la guerra), y envió armas y municiones a Yucatán.
El Gobierno mexicano dirigió el siguiente mensaje a Barbachano: 

Inútil fuera Sr. Gobernador que después de haber expuesto a V.E. los deseos de la nación, los sentimientos de los representantes, y la conducta del Gobierno respecto de Yucatán, yo me extendiera con el propósito de convencer la intensidad del interés que excita la suerte de ese Estado y la decisión del Gobierno por salvarlo.  Para la actual administración todas las desgracias pasadas no deben recordarse sino como una lección severa que a todos nos indica el deber de reparar tanto infortunio. El Exmo. Sr. Presidente no ve en Yucatán más que una parte y muy interesante de la Unión; ni en sus ciudadanos más que hermanos nuestros entregados a la furia implacable de los salvajes

Con estos apoyos y la gestión política de Barbachano al haber dividido a los sublevados mayas a rebelión indígena fue parcialmente aplacada en agosto de 1848 (sin que esto significara el fin de la Guerra de Castas); y el 17 de agosto del mismo año, Barbachano decretó la reincorporación de Yucatán a la federación de México.
El momento más crítico de la Guerra de Castas había sido sorteado y los hechos bélicos y políticos del conflicto que aún perduraría, cobrarían a partir de entonces una nueva dinámica y una dirección diferente, esta vez en favor de los blancos de Yucatán. Por otro lado, la separación del estado de Yucatán de la nación mexicana había también quedado conjurada definitivamente.